# Angielski Coonhound
Angielski Coonhound – rasa psów, należąca do grupy psów gończych.

## Krótki rys historyczny
Rasa powstała w XX wieku. Rasa powstała w południowo-wschodniej części Stanów Zjednoczonych, jako potomkowie Amerykańskich i Angielskich Foxhounds, innych europejskich ras polujących, oraz lokalnych psów w celu wzbogacenia różnorodności wśród zwierząt. Pierwotnie została sklasyfikowana i zarejestrowana jako English Fox and Coonhound, zanim została podzielona na sześć Coonhoundów. Uznanie w latach 40. XX w. przez United Kennel Club z Bluetick oraz Treeing Walker coonhoundów jako osobnej rasy doprowadziło do unikania klasyfikacji Angielskich Coonhoundów.

## Użytkowość
Pies ten wykorzystywany jest głównie do polowań na szopy, co odzwierciedla jego nazwa. Nadaje się również do polowań na inne zwierzęta, jak np. lisy czy niedźwiedzie. Rzadko trzymany jako pies towarzysz.

## Charakter i temperament
Aktywny, żywy i przyjacielski.

## Wygląd
Umaszczenie jest najczęściej czerwono-białe, tzw. czerwono-dropiate. Może być również czarno-palono-białe, błękitne, biało-złote i palone z białym. Sierść twarda i krótka. Długa głowa, nos czarny i duży, długie, obwisłe uszy, mocna szyja, muskularne łopatki. Ogon trzyma zagięty w górę. Przednie nogi są proste i mocne, stawy skokowe nisko położone.